# 양리위
양리위(중국어 간체자: 杨立瑜, 정체자: 楊立瑜, 병음: Yáng Lìyú, 1997년 2월 13일 ~ )는 중국의 축구 선수로 현재 베이징 궈안에서 미드필더로 뛰고 있다.

## 클럽 경력
2016년 당시 포르투갈 3부 리그 소속팀인 곤도마르 SC에서 선수 생활을 시작했지만 2016-17 시즌까지 공식전 7경기 출장에 그친 채 2017년 톈진 진먼후로의 임대 이적을 통해 고국으로 돌아왔다.
고국 복귀 후 2017 시즌 28경기 2골을 기록한 뒤 2018 시즌을 앞두고 중국 슈퍼리그의 강호 광저우 FC로 둥지를 틀었으며 현재까지 리그 1회 우승(2019) 및 2회 준우승(2018, 2020), 2018년 중국 FA 슈퍼컵 우승 등의 성과를 거두었다.

## 국가대표팀 경력
2017년 11월 2017년 EAFF E-1 풋볼 챔피언십을 앞두고 당시 마르첼로 리피 감독이 이끌던 중국 A대표팀에 첫 발탁된 뒤 그로부터 1달 후인 12월 9일 대한민국과의 2017년 EAFF E-1 풋볼 챔피언십 결승 리그 1차전(2-2 무)에서 국제 A매치 데뷔전을 치렀다.

## 수상

### 클럽
광저우 FC
- 중국 슈퍼리그 : 우승 (2019), 준우승 (2018, 2020)
- 중국 FA 슈퍼컵 : 우승 (2018)

### 개인
- 중국 슈퍼리그 올해의 팀 : 2019